# Димитров Михайло Федорович
Михáйло Фéдорович Димúтров (30 квітня 1956, Лісне (Тарутинський район) Одеської області — 3 січня 2022 Миколаїв) — український політик, педагог, учений, громадський діяч. Кандидат філософських наук, професор, декан Миколаївського Національного аграрного університету (МНАУ), начальник управління сім'ї та молоді, а також управління культури, національностей та релігій Миколаївської ОДА. Заслужений працівник культури України.

## Освіта і кар'єра
1974—1976 роки — навчання в Білгород-Дністровське педагогічне училище, працював вчителем музики та співів у Суворівській СШ Ізмаїльського району Одеської області.
1976—1980 роки — навчання на Миколаївському факультеті Київського державного інституту культури за фахом «культурно-освітня робота».
1980—1982 роки — служба у лавах збройних сил.
1982—1985 роки — директор клубу Миколаївського факультету Київського державного інституту культури.
1985—1991 роки — робота в партійних  органах, органах виконавчої влади.
1999—2007 роки — начальник управління у справах сім'ї та молоді Миколаївської ОДА.
2007—2010 роки — начальник управління культури Миколаївської ОДА.
2010—2013 роки — проректор з організаційно-виховної роботи; доцент кафедри; завідувач кафедрою «Маркетинг та комерційна діяльність», Миколаївського міжрегіонального інституту розвитку людини Відкритий міжнародний університет розвитку людини «Україна».
2013—2022 роки — декан факультету культури й виховання Миколаївського національного аграрного університету за сумісництвом доцент кафедри економічної теорії і суспільних наук.
2015—2019 роки — начальник управління культури, національностей та релігій Миколаївської ОДА.

## Громадська діяльність
Ось як про нього згадує голова Миколаївської обласної ради VI скликання, Народний депутат України VIII скликання, Уповноважений із захисту державної мови Кремінь Тарас Дмитрович:

…Доля розпорядилася так, що з початку 2014 року, позначеного розстрілами Героїв Небесної Сотні на Майдані в Києві, втечею глави держави, анексією Криму та окупацією частини Донецької та Луганської областей, виходом наших військ з півострова, відрядженнями 79-ї десантно-штурмової бригади на захист територіальної цілісності, сила-силенна миколаївців стала на захист краю. Одні формували загони територіальної оборони та формували народне ополчення, інші займалися волонтерством та ефективною інформаційно-роз'яснювальною роботою. А Михайло Димитров, котрий з серпня 2013 року — декан факультету культури й виховання Миколаївського національного аграрного університету, почав гуртувати довкола себе студентську молодь.
Пригадую, як я, голова Миколаївської обласної ради VI скликання, прийшов у березні 2014 року до нашої Аграрки на раду ректорів ВНЗ ІІІ-IV рівнів акредитації з метою налагодження подальшої взаємодії в умовах «гібридної війни». На порозі університету мене зустрічав Михайло Димитров, який, збадьоривши мене своїм оптимізмом, пообіцяв всіляко допомагати в непростій роботі в нелегкі часи.
Він не підвів мене і тоді, коли Миколаїв опинився в епіцентрі ймовірного, як його тоді називали, теракту з дев'ятьма загиблими та десятками постраждалих. Важливо нагадати, що 12 травня 2014 року внаслідок вибуху житлового будинку по вул. Лазурна, 40-в Миколаєві двоє людей загинули, троє постраждало, а десятьох людей врятували. За інформацією ДСНС, вибухова хвиля зруйнувала несучі конструкції з 8 по 10 поверхи. Тоді рятувальники евакуювали всіх мешканців будинку. Серед них була і дружина Михайла Димитрова Тамара Василівна.
Пригадую той день як зараз. Тоді ми з головою ОДА Героєм України Миколою Романчуком поспішали до Миколаївського міжнародного аеропорту, діяльність якого ми планували відновити після багаторічної перерви. Невдовзі після сповіщення про вибух ми вже за 20 хвилин були на Намиві, де оперативно створили штаб з ліквідації наслідків вибуху. Розгублені мешканці цього та інших будинків вибігли на вулицю: без жодних речей, документів, будь-яких засобів для існування. Паніки не було, — більше страху за тих, хто лишався під руїнами, і те, як тепер бути далі. Завдячуючи злагодженим діям оперативних служб, роботи тривали цілодобово, тому ані ми, керівники області, ані мешканці, з якими були разом, нікуди не йшли до повного завершення пошуку дівчинки під уламками залізобетонних конструкцій.
Тоді я вирішив негайно провести перші загальні збори родин постраждалих у сусідній школі № 57. Пригадую тільки крики. Треба було приймати рішення, хто зможе очолити комітет порятунку та стабілізувати настрої серед людей. Єдине, що додам, що я йшов на цю зустріч із попереднім рішенням, погодженим із Михайлом Димитровим, що керівником буде він. Як виявилося, мій вибір був прямим потраплянням у серце всіх найбільших проблем. Завдяки його організаторським здібностям вдалося за лічені години, а потім — за півроку поневірянь вирішити чимало труднощів.
Події на Намиві не залишилися осторонь керівництва держави. З метою оперативної ліквідації наслідків вибуху та пошуку коштів на придбання житла постраждалим у Миколаєві відбулося безпрецедентне за своїми оперативністю та результативністю виїзне засідання Кабінету Міністрів України вже за тиждень — 21 травня. Завдяки зусиллям Прем'єр-міністра України Арсеній Яценюк тоді з державного бюджету, в якому після втечі глави держави залишалося 108 тисяч гривень на казначейських рахунках, а в країні тривала війна, перерозподілили з резервного фонду понад 40 мільйонів гривень на придбання 80 квартир.
Окрім того, згідно з розпорядженням, яке Кабінет Міністрів України ухвалив на засіданні, Уряд надав одноразову грошову допомогу потерпілим внаслідок трагедії розміром у 50 тисяч гривень та 100 тисяч гривень родинам загиблих. Як повідомлялося на офіційному сайті КМУ, "Глава Уряду відзначив роботу Миколаївської ОДА, персонально голови адміністрації, народних депутатів, які представляють Миколаївщину і які допомагають постраждалим під час трагедії в будинку по вул. Лазурна, 40, а також Державній службі з надзвичайних ситуацій, «які врятували людей, не залишалися осторонь цієї проблеми». Звісно, що аплодували і Михайлові Димитрову, який зорганізував взаємодію між постраждалими та органами влади. До речі, до момента заселення в нові квартири у житловому комплексі «Рів'єра» на Намиві, ступінь готовності яких був чи не найвищим в обласному центрі, мешканці колишнього будинка проживали та харчувалися в готелі «Інгул» безкоштовно. А мій друг відмовився від таких послуг та скромно поселився разом із родиною поближче до своїх студентів — до гуртожитку університету. Пригадую, як ми з Андрієм Дмитренком привезли йому нашу скромну гуманітарку — продуктові набори, комплекти білизни, підтримавши в лиху для громади та країни годину.
Пізніше офіційний сайт КМУ напише про наступну історичну подію — вручення ключів від новеньких квартир: "У суботу, 11 жовтня, Прем'єр-міністр України Арсеній Яценюк, перебуваючи з робочою поїздкою в Миколаєві, відвідав житловий комплекс, де отримують квартири постраждалі внаслідок вибуху в будинку по вул. Лазурна, 40 в травні цього року. У новозведеному будинку для громадян, які постраждали внаслідок вибуху, придбано 80 квартир, які передаються по мірі їх будівництва і оздоблення. Арсеній Яценюк вручив ключі від п'яти нових готових для заселення квартир.
…У той же час він зазначив, що зараз в Україні є сотні тисяч тимчасово переміщених громадян, «без квартир, без житла, без коштів». Зокрема, в Миколаєві громадян близько шести тисяч, серед яких багато військових з Криму: «Тому нам треба думати і про тих, хто також бідує і потребує допомоги».

У квітні 2015 року Михайло Димитров прийняв для себе рішення повернутися на державну службу та очолити управління культури, національностей та релігій Миколаївської ОДА. Хочу відзначити, що на цій його нелегкій посаді, яку інколи називають «міністерством свята», нелегко. Адже це — сотні колективів будинків та палацу культури, бібліотек, музеїв по всій області. А ще — музучилище, коледж культури, меморіали та комплекси, наші славетні театри, і всюди потрібно не тільки оперативне втручання, а гроші на своєчасну платню, ремонти, реманент.

## Родина
- Дружина — Димитрова Тамара Василівна.
- Син Михайло, дочка Катерина.

Пішов з життя 3 січня 2022 року.